# SCM Oran
El SCM Oran (en árabe: النادي الرياضي لمديوني وهران‎) es un equipo de fútbol de Argelia que juega en la División Nacional Aficionada de Argelia, la tercera categoría de fútbol en el país.

## Historia
Fue fundado el 10 de mayo de 1945 en el barrio de Medioni en Oran y fue el primer equipo del oeste de Argelia que llegó a jugar en la fase nacional tras la independencia de Argelia.
La época dorada del club ha sido la de los años 1960s, ya que en esos años llegó a jugar en el Campeonato Nacional de Argelia en el que terminó en tercer lugar en 1966, pero que descendió en la temporada siguiente.
En 1977 se realizó una reforma deportiva al equipo, cambiando su nombre por el de CMH Oran luego de que fueran comprados por la empresa láctea ONALAIT, empresa que terminó vendiendo al equipo en 1987 y posteriormente cambia su nombre por su denominación original.

## Palmarés
- Primera División Oeste: 1

1962/63
- Campeonato de Oran: 1

1964/65
- Interregional Oeste: 2

2013/14, 2016/17

## Jugadores

### Jugadores destacados
- Mohamed Bouhizeb
- Ali Cherif Mustapha
- Mohamed Ounes